# George Baker Cummins
George Baker Cummins (* 29. August 1904 in Tecumseh (Nebraska); † 30. März 2007 in Tucson (Arizona)) war ein US-amerikanischer Mykologe. Er galt als Autorität auf dem Gebiet der Rostpilze. Sein botanisches Autorenkürzel lautet Cummins.

## Leben und Wirken
George Baker Cummins wurde 1904 als zweites Kind von Nellie Baker und George Wilson Cummins geboren. 1906 zog die Familie in den Westen Montanas, wo sie eine 100 Acre (ca. 40 Hektar) große Farm gekauft hatte, auf der George als Kind auch half. Cummins besuchte öffentliche Schulen in Darby und arbeitete während seiner Highschool-Zeit im Sommer auch bei anderen Farmern in der Gegend. 1922 schloss er die Darby High School ab, wo er bis dahin auch im Basketball-Team gespielt hatte. Danach besuchte er das Montana State College, die heutige Montana State University, in Bozeman. Dort studierte er zunächst ein Jahr Ingenieurwissenschaften, wechselte danach jedoch zur Botanik und Bakteriologie. Auch am College spielte Cummins Basketball, im ersten Jahr im Freshman-, danach im Varsityteam der Montana State Bobcats. Während der Sommermonate arbeiteten er und ein Schulfreund aus Darby für das Landwirtschaftsministerium der Vereinigten Staaten in einem Programm zur Bekämpfung der Berberitzen zur Kontrolle des Getreideschwarzrosts. Dies gilt als erste Beschäftigung Cummins mit Rostpilzen.
1927 schloss Cummins sein Studium am Montana State College als Bachelor of Science in Botanik und Bakteriologie ab. Im Herbst gleichen Jahres begann er mit einem zehnmonatigen Stipendium von 600 US-Dollar ein zweijähriges postgraduales Studium an der University of Michigan in Ann Arbor. Seine Masterarbeit war eine Studie zu Discomyceten des Flathead National Forest, die 1930 in den Veröffentlichungen der Michigan Academy of Science, Arts and Letters erschien.
Ursprünglich wollte George Cummins danach an der Universität sein Studium in einem Promotionsstudiengang zum Ph.D. fortsetzen. Nach Anfrage von Edwin Butterworth Mains und auf Empfehlung seines Mentors Calvin Henry Kauffman wechselte Cummins im Januar 1930 als Forschungsassistent an die Purdue University, um dort den bereits seit 15 Jahren emeritierten 80-jährigen Joseph Charles Arthur bei seiner Arbeit am Manual of rusts in United States and Canada zu unterstützen, welches 1934 erschien. Die ersten drei Jahre an der Purdue University verbrachte Cummins komplett mit der Arbeit am Manual. Insbesondere fertigte er Zeichnungen der Pilze an. Von Arthur wurde er dafür jedoch lediglich mit einer Erwähnung in der Einleitung gewürdigt.
In der Anfangszeit beabsichtigte Cummins noch, an die University of Michigan zurückzukehren und dort seinen Ph.D. zu erwerben. Nachdem er jedoch Gefallen an seiner Arbeit gefunden hatte und es an der Michigan-Universität nach Kauffmans Tod Veränderungen gab, beschloss Cummins einen Promotionsstudiengang an der Purdue University aufzunehmen, den er 1935 abschloss.
Im Herbst 1930 heiratete George Baker Cummins seine erste Frau Margaret Sempill. Aus dieser Ehe gingen 1934 Sohn Richard und 1936 Tochter Elaine hervor. Seine Frau Margaret starb kurz nach Geburt der Tochter.
1938 heiratete Cummins seine zweite Frau Mildred Shriver. Auch mit ihr hatte er zwei Kinder.
Nach dem Tode von Joseph Charles Arthur 1942 im Alter von 92 Jahren publizierte Cummins 1962 eine Ergänzung mit Änderungen in der Nomenklatur, die im gleichen Jahr in die zweite Auflage des Manuals übernommen wurde.
1947 wurde er zum Professor berufen.
George Baker Cummins war insgesamt 40 Jahre am College of Agriculture tätig. Von 1966 bis zu seiner Emeritierung 1970 war er Leiter des Departments für Botanik und Pflanzenpathologie. Gleichzeitig war er auch Kurator des Arthur Herbariums.
Sein Spezialgebiet beschrieb Cummins kurz als Taxonomie und Biologie der Rostpilze in der Welt. Er publizierte Forschungsergebnisse zu Rostpilzen der Philippinen, Neuguineas, Chinas, des Himalaja, Zentral- und Westafrikas, Südamerikas und Nordamerikas. Er war Autor oder Ko-Autor von 117 Publikationen mit Einführung von 470 neuen Taxa von Rostpilzen.
Auch im Ruhestand, den er mit seiner Frau in Tucson (Arizona) verlebte, war Cummins weiter wissenschaftlich tätig. Mit Yasuyuki Hiratsuka gab er 2003 im Alter von 99 Jahren mit der dritten Auflage von Illustrated genera of rust fungi sein letztes Buch heraus.
Am 30. März 2007 verstarb George Baker Cummins im Alter von 102 Jahren in Tucson (Arizona), seine Frau am 22. August des Folgejahres mit 101 Jahren.

## Schriften (Auswahl)
- Illustrated genera of rust fungi. (1959)
- Rust fungi on cereals, grasses and bamboos. (1971)
- Rust fungi on legumes and composites in North America. (1978)

## Ehrungen
- Schatzmeister der Mycological Society of America von 1942 bis 1944
- Vizepräsident der Mycological Society of America 1945
- Präsident der Mycological Society of America 1946
- Beirat (Councilor) der Mycological Society of America von 1947 bis 1948
- Distinguished Mycologist Award 1981
- Ehrendoktor der Montana State University (1963), der Purdue University (1981)
- Mencion Honorıfica in der Landwirtschaft der Banco Nacional de Mexico (1982)